# 베르나르 베르베르
베르나르 베르베르(프랑스어: Bernard Werber, 프랑스어 발음: [bɛʁ.naʁ vɛʁ.bɛʁ], 1961년 9월 18일~)는 프랑스의 소설가이다.
《고양이》(내일은 고양이들) 로 널리 알려져 있다. 곤충에 대한 해박한 지식이 특징인 《개미》는 그의 데뷔작이자 발간되자마자 프랑스의 여러 매스컴에서 격찬을 받은 작품이다. 또한 최근에는 《타나토노트》와 《천사들의 제국》의 후속작인 《신》이 프랑스에서만 100만 부 이상 팔렸다.

## 생애
아버지 프랑수아 베르베르와 어머니 셀린 베르베르 사이에서 태어났다. 어릴 때부터 만화 그리기에 재능을 보였고, 에드거 앨런 포의 영향을 받아 8살 때부터 단편소설을 쓰기 시작하였다.
고등학교 때 만화와 시나리오에 탐닉하면서 만화 신문 〈외포리〉(Euphorie)를 발행하였고, 올더스 헉슬리와 허버트 조지 웰스를 사숙하면서 소설과 과학을 익혔다. 그리고 18세인 1978년부터 개미를 소재로 한 소설을 써야겠다는 결심을 한다.
베르베르는 법학을 전공하고 프랑스 국립 언론 학교에서 저널리즘을 공부했다. 대학 졸업 후에는 《르 누벨 옵세르바퇴르》에서 과학부 기자로 활동해오면서 (후에 베르나르 베르베르는 이 잡지사의 이름을 가져와 자신의 작품인 '뇌' 등에서 '르 게퇴르 모데른'이라는 이름으로 썼다. 이 잡지사의 기자이자 '뇌'의 주인공인 뤼크레스 넴로드 역시 과학부 기자.) 개미를 비롯한 우주 정복에서 인공 지능이나 의학에 이르기까지 과학의 모든 주제에 관한 기사를 발표하는데, 1983년에는 〈뉴스 기금〉의 신인 기자상을 수상하였다. 특히 1990년에는 〈컴퓨터 도시, 싱가포르〉라는 기사를 발표하여 Mumm의〈올해 최고의 기사〉상 결선에 오르기도 했다. 르루 교수와 함께 아프리카 마냥 개미에 관한 르포를 만들기 위해 코트디부아르에 가기도 한다.
마침내 1991년 3월, 알뱅 미셸 출판사에서 120여 회의 개작을 거친 《개미》를 발표하여 전 세계 독자들을 사로잡았다. 이는 출간 즉시 프랑스의 모든 매스컴에서 격찬받았으며 이 작품으로 '과학과 미래'의 그랑프리와 '팔리시'상을 받기도 하였다. 이 때부터 베르베르는 전업 작가의 길을 걷기 시작했다. 그러나 사람들이 그를 개미 전문가로 간주하는 것에 화가 나서 그는 같은 소재를 가지고 전혀 다른 이야기를 만들려고 시도했고, 프랑스에서 1992년 《개미의 날》을 출판하였다. 그리고 1993년에는 자신의 작중 인물 에드몽 웰즈가 집필했다고 설정되어 있는 《상대적이며 절대적인 지식의 백과사전》을 비소설 문학으로 출판하였다.
베르베르는 또한 종교와 신화들에서 공통점을 발견하여 티베트와 이집트의 죽음에 관한 경전들을 연구하였고, 1994년에는 타나토노트라 불리는 새로운 모험가들이 천국을 탐험하는 이야기를 다룬 소설 《타나토노트》를 출간한다. 1995년에는 《개미》와 《개미의 날》의 후속작인 《개미 혁명》을 출간하여 '최소 폭력의 길'과 '인프라 월드'라는 개념을 창시했다. 대한민국에서는 3부작을 묶어 총 5권으로 출간되었다.
2002년 《뇌》, 2005년 단편집 《나무》에 이어 2007년 《파피용》을 펴낸 그는 《개미》와 같은 미시적인 세계, 《천사들의 제국》과 같은 영적인 세계를 넘어 광대한 우주로 눈을 돌리고 있다. 2008년에는 앞서 집필했던 《나무》의 '어린 신들의 학교'에서 언급된, 베르나르 베르베르식 우주의 완성판이자 베르나르 베르베르의 최대 히트작 《신》을 펴냈다. 이 책은 《타나토노트》, 《천사들의 제국》에 이은 후속작으로 영계 탐사 시리즈의 완결판이다. 뒤이어 단편 소설집 《나무》와 같은 형태의 단편 소설집 《파라다이스》를 펴냈고, 2009년에는 《상대적이며 절대적인 지식의 백과사전》의 3번째 증보판과 미래를 볼 수 있는 소녀의 이야기 《카산드라의 거울》을 펴냈다. 2011년에는 한 코미디언의 죽음을 통해 웃음의 역사를 탐색하는 《웃음》을 썼고, 2013년에 《제3인류》라는 인류의 역사와 미래를 담은 책을 냈다.
베르베르의 작품들은 35개국어로 번역되었고 전 세계적으로 1천 5백만부가 팔렸다. 베르나르 베르베르는 마르크 레비(Marc Lévy)와 함께 세계적으로 가장 많이 읽힌 현대 프랑스 작가중에 한명이다. 대한민국에서도 유명한 소설가이다.

## 성향

### 소설
대체로 모험의 일대기같이 쓰고 두 전쟁간의 공상과학이나 짧은 철학 등을 혼합하여 글을 쓴다. 베르베르는 그의 대부분의 소설에서 같은 구조의 형식을 사용했는데, 글은 본문에서 생각을 정의하거나 확장되는 식으로 전개된다. 또한, 그의 장편과 단편 소설들 사이에는 연결되는 부분이 많다. 에드몽 웰즈와 같은 캐릭터는 ‘개미’와 ‘천사들의 제국’에서 나오고 이지도르 카첸버그는 ‘나무’, ‘아버지들의 아버지’, ‘뇌’ 그리고 ‘웃음’에 등장한다. 소설 ‘신’은 단편 ‘어린천사들의 학교’에서의 소재를 다루었다. ‘카산드라의 거울’의 카산드라 역시 베르베르의 전 소설에 연관되어 그의 소설들이 하나의 대소설을 이룬다.

### 기타
몇 년 전부터 베르나르 베르베르는 매년 10월 3일에 책을 내기로 결심했다. 그 이유는 공쿠르상 작품보다는 다른 것을 대중들에게 주기위해서라고 한다. 또 다른 이유로는, 책을 쓰다보면 금방 질려 다른 작품이 쓰고 싶어지고, 1년 쓰면 충분하다고 생각해서 1년씩만 쓴다고 한다.

## 작품

### 소설
- 《개미》

이세욱 옮김,  1991년~1996년,  1993년~1997년 
개미의 세계를 개미의 시각으로 그린 작품이다. 집필에만 12년이 걸리고 120번이 넘도록 개작한 책으로 추리적 기법을 가미해 개미의 생태를 묘사한 작품이다. 《개미》, 《개미의 날》, 《개미혁명》로 구성된 3부작으로, 한국어판 출간 당시에는 《개미》와 《개미의 날》을 묶어서 3권을 출간했고 나중에 《개미 혁명》 3권을 출간하였다. 이후 2001년 《개미》라는 제목 하에 총 5권으로 묶여서 재출간되었다. 1992년 팔리시상, 1992년 <과학과 이해> 독자상 등을 수상한 작품이다. 이 책은 베르나르를 프랑스의 천재작가로 떠오르게 했으며, 한국에서 가장 많이 팔리게 되었고, 여론조사에서 베르베르가 톨스토이, 셰익스피어 등과 함께 한국인이 가장 좋아하는 외국 작가로 선정되는 계기가 되었다. 1993년 종합 베스트셀러 1위를 차지하고, 1994년 독자가 뽑은 올해의 책에 선정되기도 하였다.
- 《상대적이며 절대적인 지식의 백과사전》

이세욱 옮김,  1993년,  1996년
증보판《쥐의 똥구멍을 꿰맨 여공》
이세욱 옮김,  2000년,  2001년
증보판 《베르나르 베르베르의 상상력 사전》
이세욱, 임호경 함께 옮김,  2008년,  2011년
- 《타나토노트》

이세욱 옮김,  1994년,  1994년
2068년 결성된 영계 여행단의 죽음을 넘나드는 이야기가 신화와 종교, 서스펜스와 함께 펼쳐진다. 타나토노트는 한국어로 영계탐사단이라는 말이다. 이 작품에서 나온 주인공은 뒤이어 《천사들의 제국》과 그의 후속작의 주인공으로 등장한다. 이 책은 추리소설이자 연애소설이면서 정치 우화소설이기도 하다. 한국에서는 2권으로 출간되었다.
- 《여행의 책》

이세욱 옮김,  1997년,  2002년
명상을 통해 자기 내면 세계로의 여행을 안내하는 이야기이다.
- 《아버지들의 아버지》

이세욱 옮김,  1998년,  1999년
인류 진화의 수수께끼를 본격적으로 탐구한 과학 스릴러이다. 한국에서는 2권으로 출간되었다. 추리 소설적 설정, 영화를 연상케 하는 사건 전개, 지금까지의 모든 진화 이론을 총정리하는 듯한 등장 인물들의 대화, 원시인과 현대인의 시각을 교차시키면서 보여주는 현대 문명에 대한 아이러니컬한 시선이 드러나는 작품이다.
- 《천사들의 제국》

이세욱 옮김,  2000년,  2000년
천사들의 관점을 통해 무한히 높은 곳에서 인간을 관찰하고 있는 천사들의 이야기이다. 영계탐사 시리즈인 《타나토노트》와 이어진다. 한국에서는 2권으로 출간되었다.
- 《뇌》

이세욱 옮김,  2001년,  2002년
뇌에 대한 가장 최근의 연구 성과들을 바탕으로 인간 탐구의 새로운 지평을 추리 소설적 기법으로 보여 주는 장편소설이다. 한국에서는 2권으로 출간되었다. 《아버지들의 아버지》와 이어진다. 2002년 4개월 동안 종합 베스트셀러 1위에 오르기도 했다.
- 《나무》

이세욱 옮김,  2002년,  2003년
반전을 지닌 단편소설집이다. 한국어판에는 프랑스어판과 달리 프랑스의 만화가 뫼비우스가 그린 28점의 컬러 삽화가 실려 있다. 한국의 독자들이 그의 필체를 따라하여 나무 2라는 팬북형식의 책도 나왔다. 2003년 7월부터 2004년 2월까지 종합 베스트셀러 1위를 차지하였고, 2003년 네티즌 선정 올해의 책 1위에 오르기도 했다.
- 《인간》

이세욱 옮김,  2003년,  2004년
희곡으로 남자와 여자 두 사람이 상자 속에서 대화를 나누는 형식으로 되어있다. 2004년 네티즌 선정 올해의 책에 오르기도 했다.
- 《파피용》

전미연 옮김,  2006년,  2007년
망가진 지구를 벗어나 희망을 찾아 거대한 우주 범선을 타고 우주로 떠나는 14만 4천 명의 이야기로 인간의 진화에 대한 의지와 미래를 다룬 소설이다. 처음으로 이세욱이 아닌 번역자가 번역한 베르나르 베르베르의 작품이다. 2007년 4개월간 종합 베스트셀러 1위에 오르기도 했다.
'파피용'은 프랑스어로 '나비'라는 뜻으로 책에서 등장하는 거대 우주선의 이름이기도 하다.
- 《신》

이세욱, 임호경 함께 옮김,  2004년~2007년,  2008년~2009년
신이 되기 위해 모인 144명의 신 후보생들의 인류문명게임인 Y게임에서 펼치는 사투를 다룬 작품이다. 《타나토노트》, 《천사들의 제국》과 이어지는 영계탐사 시리즈이다. 프랑스에서는 3부작으로 출간되었다. 한국에서는 《개미》와 같은 방식으로 《우리는 신》, 《신들의 숨결》, 《신들의 신비》를 묶어서 《신》이라는 제목 하에 6권으로 출간하였다. 이 책은 집필 기간 9년에 달하는 베르베르 생애 최고의 대작으로, 베르베르가 작품 활동 초기부터 끊임없이 천착해 온 '영혼의 진화'라는 주제가 마침내 그 여정에 마침표를 찍는 작품이다. 2008년 7월 종합베스트 셀러 1위에 오르고, 2009년 네티즌 선정 올해의 책에 선정되기도 했다.
- 《파라다이스》

임희근 옮김,  2008년,  2010년
나무와 같은 단편소설집. 여자들만 남고 남자들은 전설이 되어 버린 세계, 과거를 기억하는 것이 금지된 사회, 출처를 알 수 없는 농담의 발원지를 끝까지 추적하는 코미디언의 모험에 관한 이야기들 총 17편이 실려있다. 특히 한국어판 파라다이스에는 일러스트레이터 5명이 이야기를 재해석한 그림들을 함께 실었다. 한국에서는 2권으로 출간하였다.
- 《카산드라의 거울》

임호경 옮김,  2009년,  2010년
미래를 볼 수 있지만 자신의 과거는 기억하지 못하는 소녀 카산드라의 이야기. 김예빈이라는 한국인이 주연급으로 나와 대한민국 내에서 눈길을 끌기도 했다. 한국에서는 2권으로 출간하였다.
- 《웃음》

이세욱 옮김,  2010년,  2011년
범죄 스릴러, 유머집, 역사 패러디의 속성을 혼합적으로 갖고 있는 독특한 작품이다. 작품의 중심 소재는 유머의 생산과 유통이다. 《아버지들의 아버지》, 《뇌》와 이어진다. 한국에서는 2권으로 출간하였다. 이 책의 소재는 독자를 대상으로 한 설문 조사 결과로 채택되었고, 내용 일부, 특히 인용되는 농담에 독자의 의견이 반영되기도 했다.
- 《제3인류》

이세욱 옮김,  2012년~2014년,  2013년~ 2016년
현재의 인류가 17m의 제 1인류가 창조한 것이라고 주장하는 한 과학자. 그는 빙산에서 17m의 거인을 발견하지만 발견과 동시에 제1·2인류의 과거를 뒤로 하고 17cm의 제 3인류를 만드는 현 인류. 그런데...
한국에서는 6권을 완본으로 현재 완간되었다.(201604)
- 《잠》

전미연 옮김,  2015,   2017
인간이 정복하지 못한 잠이라는 세계로의 탐험을 그린 모험 소설이다.
- 《고양이》

전미연 옮김,  2016,   2018
고양이의 1인점 시점에서 쓰인 소설로 과학, 철학 및 역사에 대한 에피소드를 유머러스하게 풀어낸 소설이다.
- 《죽음》

전미연 옮김,  2017,   2019

### 영화
- 《La Reine de nacre(나전여왕)》(단편영화 court métrage, 15′) 2001 coréalisé par S. Drouin
- 《Les Humains(인간)》(단편영화 court métrage, 9′) 2003
- 《Nos amis les Terriens(우리의 친구 지구인)》(장편영화 long métrage 끌로드 를르슈 제작 produit par Claude Lelouch) 2007년 4월 18일 개봉

## 특징
베르나르 베르베르는 그의 책에 많은 상징들을 사용한다. 돌고래, 쥐 아니면 개미 같은 동물들은 지능적인 동물들을 대표한다. ‘상대적이며 절대적인 지식의 백과사전’에서 돌고래와 ‘쥐의 똥구멍을 꿰맨 여공’에서의 쥐, 그리고 ‘개미’의 개미 등은 영리한 동물들로 묘사되어 베르베르의 상상력을 부각시킨다. 숫자의 상징도 똑같이 큰 비중을 차지하고, 작가의 수법에 따라서 설명된다. 그의 단편 ‘ 숫자의 상징체계’에서 1은 광물-단순하게 하나로 이루어져 있고, 2는 식물-숫자 2의 아래 수평부분은 땅을 의미하며 땅에서 자라난다는 뜻, 3은 동물-3의 윗부분과 아랫부분은 각각 입이며 먹는 입과 키스하는 입, 4는 사람-서로 교차한다, 5는 깨달은 사람, 6은 천사, 7은 신, 8은 깨달은 신, 9는 은하, 10은 우주, 111은 우주 바깥의 세상, 즉 책을 읽는 독자들의 세상으로, 숫자들은 각각 의미하는 바들이 있다. 여기서 11이 아니라 111로 넘어가는 이유는 10은 그 안에 두자리 숫자를 내포하고 있기 때문이라고 서술하기도 했다.

## 방한
베르베르는 초기에 “프랑스보다 한국에서 더 유명한 작가”라고 불렸다. (그도 그럴 것이 자신의 책 <개미 혁명>에서는 한국 출신의 아이가 중요한 역할로 나오고 한국의 '백제'에 관한 이야기도 나온다 또한 <신> 3부작에 은비라는 일본에 살고 있는 위안부 피해자 할머니의 손녀가 제5세계 프로그램 디자이너로 등장한다. 그리고 <카산드라의 거울>에서도 주인공과 아주 밀접한 관계를 맺고 있는 북한 출신의 주연급 인물이 등장한다.) 그래서인지 베르베르는 한국을 몇번 방문하였다. 2008년 4월 29일에는 자신의 영화 《우리 친구 지구인》의 시사회를 한국에서 열었고, 소규모 시사회이다 보니 사인회까지 겸했다.
고려대학교 교양교육원에서는 2009년 7월 1일의 기관 신설을 기념하기 위해 2009년 9월 7일 오후 2시 '창의력과 글쓰기'라는 주제로 우당교양관에 베르베르를 초대하여 특별강연회를 열었다.
2010년, 2010 서울국제도서전의 주빈국이 프랑스가 되면서 방한하게 되었다.
2013년, 소설 《개미》출간 20주년을 맞아 11월 14일 방한했다. 16일부터 19일까지 독자와의 만남, 팬사인회와 강연회 등을 가졌다.

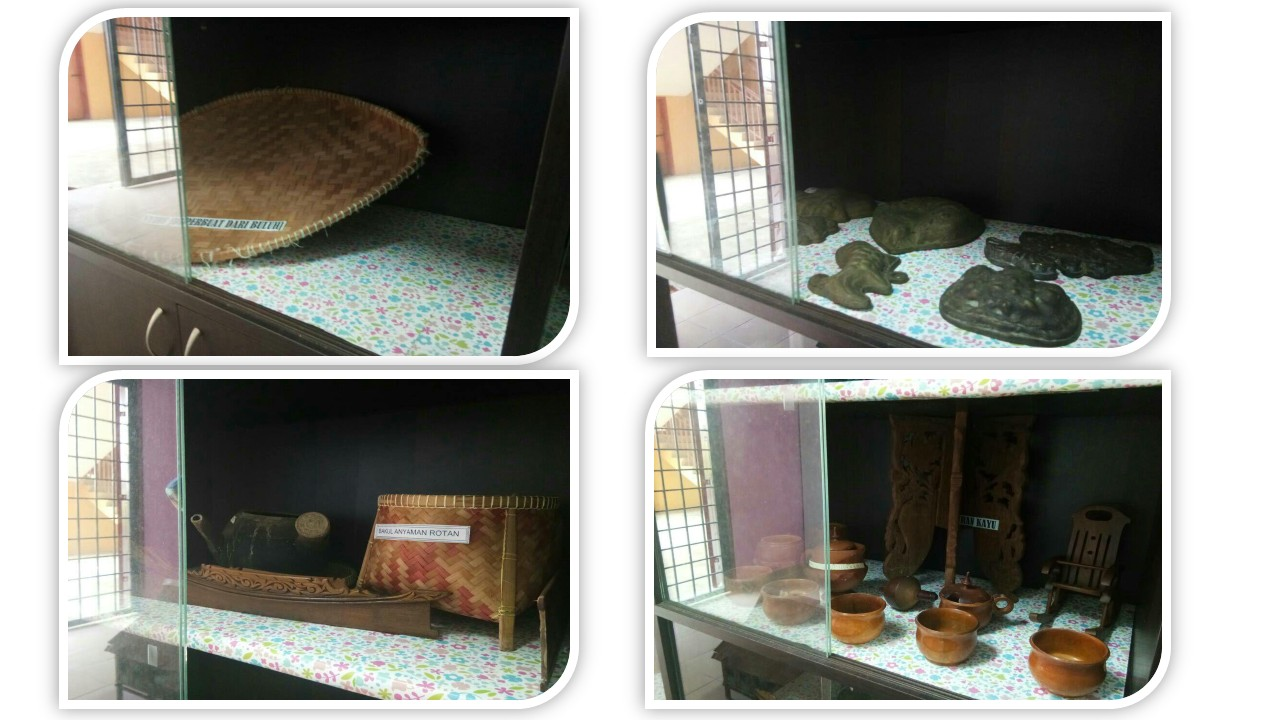
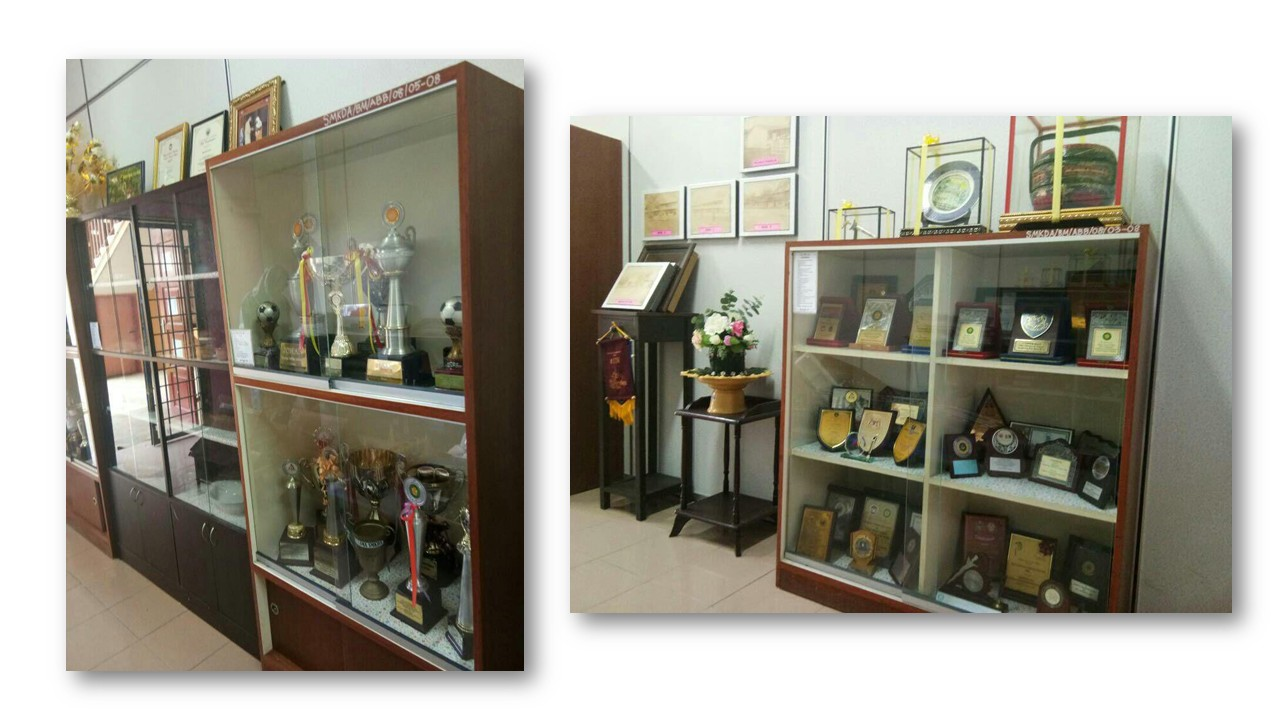